# 산타카타리나두포구시

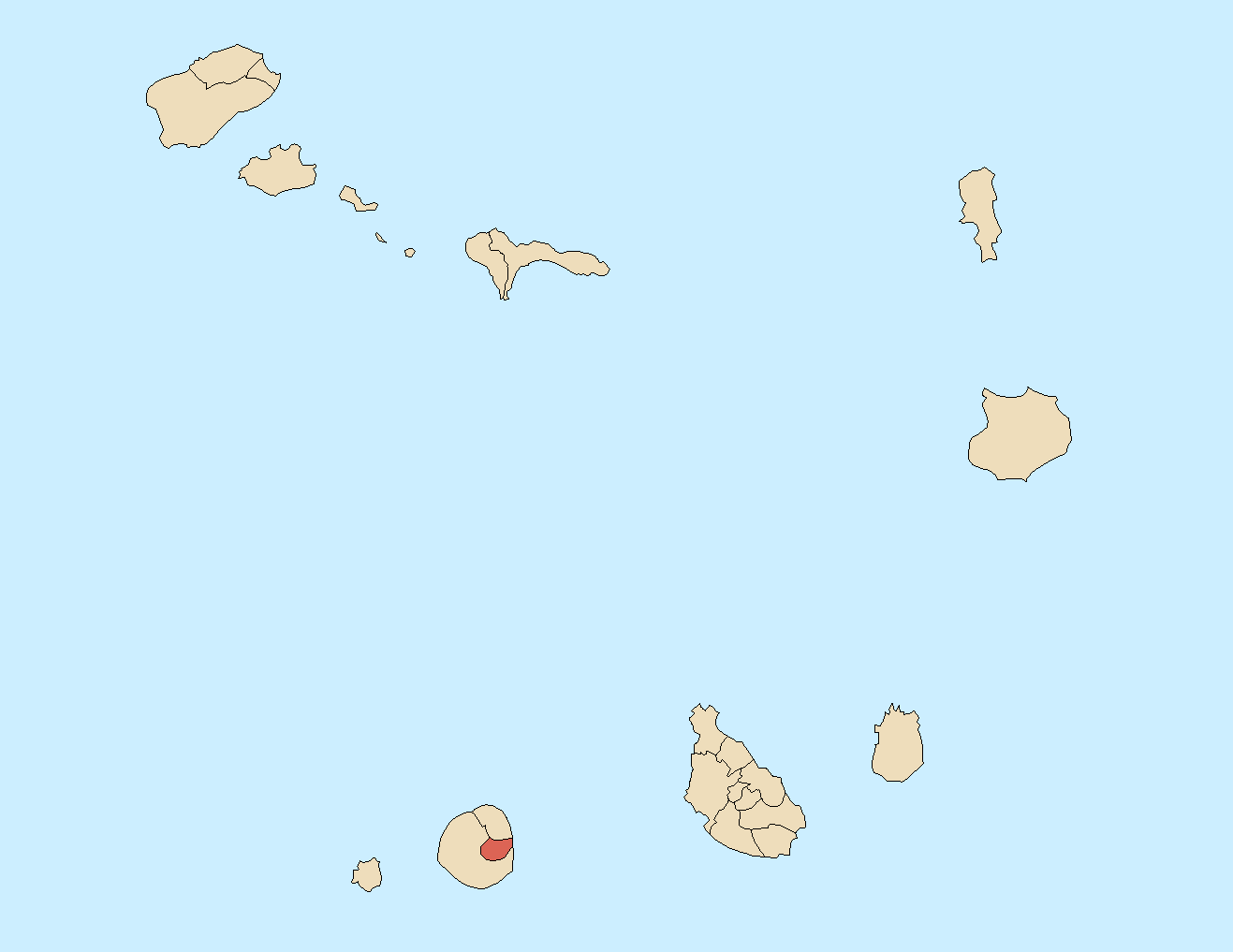
산타카타리나두포구시의 위치

산타카타리나두포구시(포르투갈어: Santa Catarina do Fogo)는 카보베르데를 구성하는 22개 지방 자치체 가운데 하나로 포구섬 남동부에 위치한다. 행정 중심지는 코바피게이라이며 면적은 152.95km2, 인구는 5,299명(2010년 기준)이다. 1개 교구(산타카타리나두포구(Santa Catarina do Fogo) 교구)를 관할한다.